# Nerviliinae
Nerviliinae – podplemię roślin z rodziny storczykowatych (Orchidaceae). Jest to takson monotypowy zawierający tylko jeden rodzaj Nervilia, do którego należy 69 gatunków. Rośliny z tego podplemienia występują prawie w całej Afryce, z pominięciem krajów na północy i południu kontynentu, oraz w krajach Azji Południowo-Wschodniej.

## Systematyka
Podplemię sklasyfikowane do plemienia Nervilieae do podrodziny epidendronowych (Epidendroideae) w rodzinie storczykowatych (Orchidaceae), rząd szparagowce (Asparagales) w obrębie roślin jednoliściennych.